# Sermón de la montaña

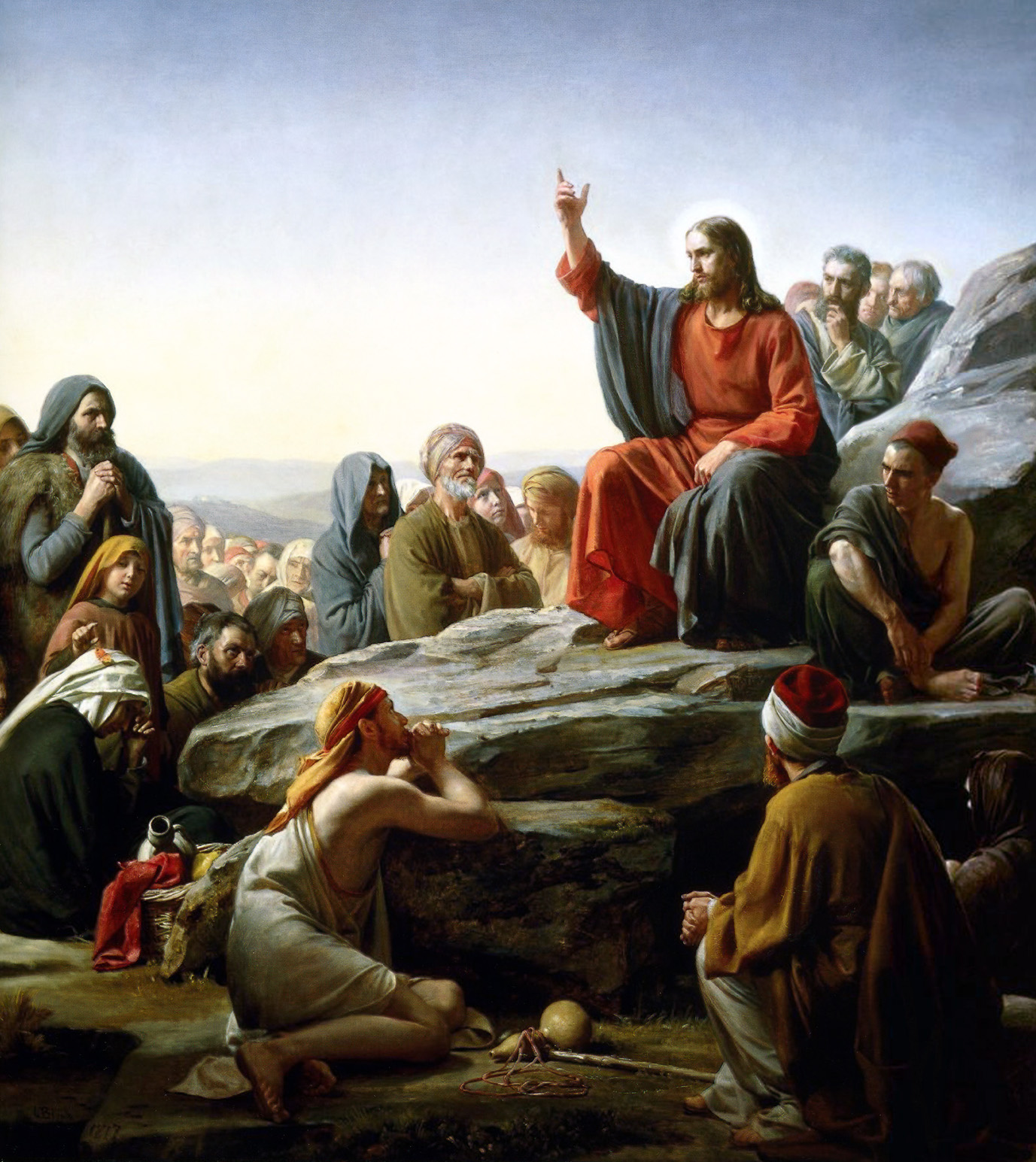
El Sermón de la montaña. Carl Bloch, 1877.

El Sermón de la montaña o del monte fue, de acuerdo con el Evangelio de Mateo, una predicación ofrecida por Jesús de Nazaret a sus discípulos y a una gran multitud (Mt 5:1; 7:28). La tradición dice que la alocución se desarrolló en la ladera de una montaña, de ahí su nombre. Algunos cristianos contemporáneos creen que se trata del Monte de las Bienaventuranzas, una elevación al norte del Mar de Galilea, cerca de Cafarnaúm.
Probablemente, su parte más conocida sea la de las Bienaventuranzas, que se encuentran al comienzo. También contiene el Padrenuestro, así como la versión de Jesús de la Regla de oro. Otros versículos citan a menudo la referencia de «sal de la Tierra», «luz del mundo» y otras.
El Sermón de la montaña puede ser considerado como similar al más sucinto Sermón de la llanura, que se menciona en el Evangelio de Lucas (Lc 6:17–49). Algunos comentaristas creen que puede tratarse de versiones distintas del mismo texto, mientras que otros dicen que Jesús predicaba frecuentemente temas similares en diferentes lugares. En tercer lugar, hay quienes creen que ninguno de los sermones realmente existió, sino que ambos son compilaciones de las primeras enseñanzas de Jesús tal como se muestran en Mateo y Lucas.
Para muchos, el Sermón de la montaña contiene las disciplinas principales del cristianismo y es considerado así por muchos pensadores morales y religiosos como Tolstói y Gandhi. El erudito del Nuevo Testamento, Burnett Hillman Streeter, profesor de la Universidad de Oxford, estableció ya en la década de 1930 que «la enseñanza moral de Buda tiene ciertas similitudes notables con el Sermón de la montaña».

## Antecedentes y entorno
El Sermón de la montaña se sitúa relativamente pronto en el retrato que hace Mateo del ministerio de Jesús, seguido, en el capítulo 3, de su bautismo por Juan y, en el capítulo 4, su estancia y tentación en el desierto, su llamada a cuatro discípulos y su predicación temprana en Galilea. 
Los cinco discursos en el Evangelio de Mateo son: el Sermón de la montaña (5-7), el discurso sobre el discipulado (10), el discurso de las parábolas (13), el discurso sobre la comunidad de fe (18) y el discurso sobre los acontecimientos futuros (24-25).  Además, como todos los demás "discursos", éste tiene la declaración final de Mateo (7:28-29) que lo distingue del material que le sigue. Véanse declaraciones similares al final de los otros discursos en 11:1; 13:53; 19:1; 26:1.
Tradicionalmente, el Monte de las Bienaventuranzas ha sido conmemorado como el lugar físico en el que tuvo lugar el sermón. También se han sugerido otros lugares, como el Monte Arbel y los Cuernos de Hattin.
Este sermón es una de las secciones más citadas de los Evangelios, incluyendo algunos de los dichos más conocidos atribuidos a Jesús, como las Bienaventuranzas y la versión comúnmente recitada del Padrenuestro. También contiene lo que muchos consideran los principios centrales del discipulado cristiano.
El escenario para el sermón se da en Mateo 5:1-Mateo 5:2|2. Allí se dice que Jesús ve a la multitud, sube a la montaña acompañado de sus discípulos, se sienta y comienza su discurso.

## Texto bíblico
| Según san Mateo (5; 1-12) | Según san Lucas (6; 20-26) |
| --- | --- |
| Al ver Jesús a las multitudes, subió al monte; se sentó y se le acercaron sus discípulos; y abriendo su boca les enseñaba diciendo: »Bienaventurados los pobres de espíritu, porque suyo es el Reino de los Cielos :»Bienaventurados los que lloran, porque serán consolados. »Bienaventurados los mansos, porque heredarán la tierra. »Bienaventurados los que tienen hambre y sed de justicia, porque quedarán saciados :»Bienaventurados los misericordiosos, porque alcanzarán misericordia. »Bienaventurados los limpios de corazón, porque verán a Dios. »Bienaventurados los pacíficos, porque serán llamados hijos de Dios. »Bienaventurados los que padecen persecución por causa de la justicia, porque suyo es el Reino de los Cielos. »Bienaventurados cuando os injurien, os persigan y, mintiendo, digan contra vosotros todo tipo de maldad por mi causa. Alegraos y regocijaos, porque vuestra recompensa será grande en el cielo: de la misma manera persiguieron a los profetas de antes de vosotros. | Y él, alzando los ojos hacia sus discípulos, comenzó a decir: »Bienaventurados los pobres, porque vuestro es el Reino de Dios. »Bienaventurados los que ahora tenéis hambre, porque quedaréis saciados. »Bienaventurados los que ahora lloráis, porque reiréis. »Bienaventurados cuando los hombres os odien, cuando os expulsen, os injurien y proscriban vuestro nombre como maldito, por causa del Hijo del Hombre. »Alegraos en aquel día y regocijaos, porque vuestra recompensa será grande en el cielo; pues de este modo se comportaban sus padres con los profetas. »Pero ¡ay de vosotros los ricos, porque ya habéis recibido vuestro consuelo! »¡Ay de vosotros los que ahora estáis hartos, porque tendréis hambre! »¡Ay de vosotros los que ahora reís, porque gemiréis y lloraréis! »¡Ay cuando los hombres hablen bien de vosotros, pues de este modo se comportaban sus padres con los falsos profetas! |

## Componentes
Aunque las cuestiones sobre el plan compositivo de Mateo para el Sermón de la montaña siguen sin resolverse entre los estudiosos, sus componentes estructurales están claros.
Mateo 5:3-12 incluye las Bienaventuranzas. Estas describen el carácter de la gente del Reino de los Cielos, expresado como "bendiciones". La palabra griega que la mayoría de las versiones del Evangelio traducen como "bendito", también puede traducirse como "feliz" (Mateo 5:3-12 en Young's Literal Translation como ejemplo). En Mateo, hay ocho (o nueve) bendiciones, mientras que en Lucas hay cuatro, seguidas de cuatro ayes.
En casi todos los casos, las frases utilizadas en las Bienaventuranzas son familiares en el contexto del Antiguo Testamento, pero en el sermón Jesús les da un nuevo significado.  Juntas, las Bienaventuranzas presentan un nuevo conjunto de ideales que se centran en el amor y la humildad más que en la fuerza y el dominio; se hacen eco de los ideales más elevados de las enseñanzas de Jesús sobre espiritualidad y compasión.
En las enseñanzas cristianas, las obras de misericordia, que tienen componentes corporales y espirituales, han resonado con el tema de la bienaventuranza por la misericordia. Estas enseñanzas hacen hincapié en que estos actos de misericordia proporcionan beneficios tanto temporales como espirituales.
Mateo 5:13-16 presenta las metáforas de sal y luz. Esto completa el perfil del pueblo de Dios presentado en las Bienaventuranzas y sirve de introducción a la siguiente sección.
Esta sección consta de dos partes, en las que se utilizan los términos «sal de la tierra» y «luz del mundo» para referirse a los discípulos, lo que implica su valor. En otro lugar, en Juan 8:12, Jesús aplica «luz del mundo» a sí mismo.
Jesús predica sobre el Infierno y cómo es el Infierno: «Pero yo os digo que cualquiera que se enoje con su hermano sin causa, correrá peligro de juicio; y cualquiera que diga a su hermano "Raca (tonto)", correrá peligro de consejo; pero cualquiera que diga: Tonto, correrá peligro del fuego del infierno».

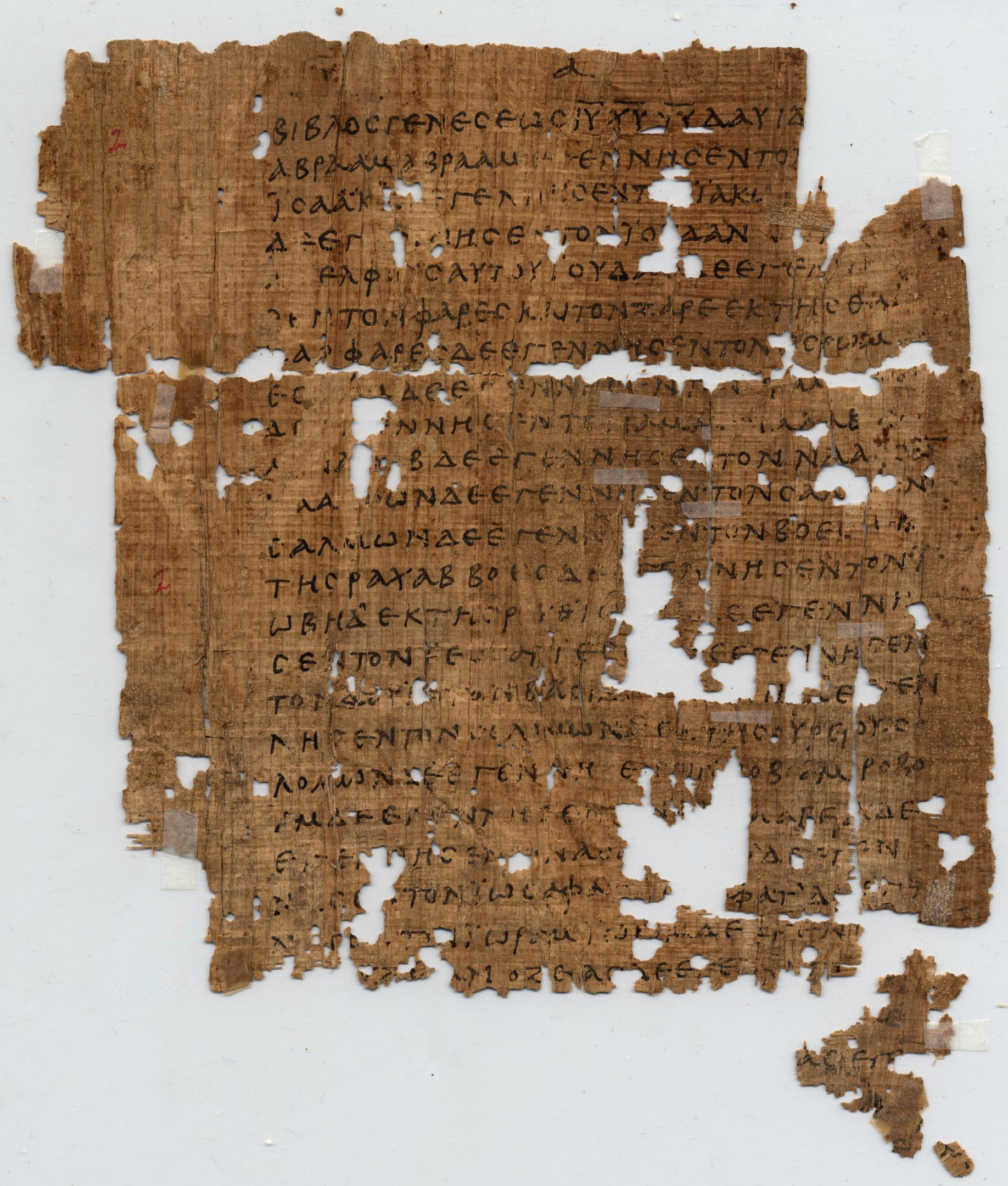
Una página del Mateo, del Papiro 1, c.250 d. C.

La sección más larga del Sermón es Mateo 5:17-48, tradicionalmente conocida como "el Antítesis" o "Antítesis de Mateo". En la sección, Jesús cumple y reinterpreta la Antigua Alianza y en particular sus Diez Mandamientos, contrastando con lo que «habéis oído» de otros. Por ejemplo, aconseja dar la otra mejilla, y amar a los enemigos, en contraste con el ojo por ojo. Según la mayoría de las interpretaciones de este pasaje en el Evangelio de Mateo y la mayoría de puntos de vista cristianos sobre la Antigua Alianza, estas nuevas interpretaciones de la Ley y los Profetas no son opuestas al Antiguo Testamento, que era la posición de Marción, sino que forman las nuevas enseñanzas que Jesús trae sobre la salvación, y por lo tanto deben ser cumplidas, como se enfatiza en Mateo 7: 24-27 hacia el final del sermón. 
En Mateo 6, Jesús condena hacer lo que normalmente serían "buenas obras" simplemente por reconocimiento y no de corazón, como las de limosna (6:1-4), oración (6:5-15) y ayuno (6:16-18). El discurso continúa condenando la superficialidad del «materialismo económico» y llama a los discípulos a no preocuparse por las necesidades materiales, sino a "buscar" primero el Reino de Dios. Dentro del discurso sobre la ostentación, Mateo presenta un ejemplo de oración correcta. Lucas lo sitúa en un contexto diferente. La oración del Señor (6:9-13) contiene paralelismos con 1 Crónicas 29:10-18.
La primera parte de Mateo 7 (Mateo 7:1-6) trata de juzgar. Jesús condena a los que juzgan a los demás sin antes arreglar sus propios asuntos al respecto: «No juzguéis, para que no seáis juzgados». Jesús concluye el sermón de Mateo 7:17-29 advirtiendo contra los falsos profetas.

## Plan del sermón
El Sermón de la montaña comprende las siguientes secciones:

### Capítulo 5
- Narrativa introductoria

Una multitud seguía a Jesús, y al verla él subió a un monte y se sentó. Sus discípulos se le acercaron, y él tomó la palabra y les enseñaba diciendo:
- Bienaventuranzas[29]
  - «Bienaventurados los pobres de espíritu porque de ellos es el Reino de los Cielos» (Mateo 5:3).
  - «Bienaventurados los mansos, porque ellos poseerán en herencia la tierra» (Mateo 5:4).
  - «Bienaventurados los que lloran, porque ellos serán consolados» (Mateo 5:5).
  - «Bienaventurados los que tienen hambre y sed de justicia, porque ellos serán saciados» (Mateo 5:6).
  - «Bienaventurados los misericordiosos, porque ellos alcanzarán misericordia» (Mateo 5:7).
  - «Bienaventurados los limpios de corazón, porque ellos verán a Dios» (Mateo 5:8).
  - «Bienaventurados los que trabajan por la paz, porque ellos serán llamados hijos de Dios» (Mateo 5:9).
  - «Bienaventurados los perseguidos por causa de la justicia, porque de ellos es el Reino de los Cielos» (Mateo 5:10).
  - «Bienaventurados seréis cuando os injurien, y os persigan y digan con mentira toda clase de mal contra vosotros por mi causa. Alegraos y regocijaos, porque vuestra recompensa será grande en los cielos; pues de la misma manera persiguieron a los profetas anteriores a vosotros» (Mateo 5:11-12).

- Las metáforas de sal y luz (Mateo 5:13-16), que operan como introducción a la siguiente sección.
- Un gran discurso conocido como la Antítesis de la Ley, que presenta una antítesis en la cual Jesús expande y adapta la Ley de Moisés (Mateo 5:17-48) y contrapone al lema «ojo por ojo, diente por diente», el amor a los enemigos.

### Capítulo 6
- Un largo discurso que trata los temas de la limosna, la oración y el ayuno. En él se condena a quienes practican estos actos para obtener la aprobación de la gente, no por una actitud real del corazón. El discurso condena la superficialidad del materialismo y la religiosidad hipócrita.
  - Dentro del discurso está el Padrenuestro, que se presenta en Mateo como un ejemplo de una correcta oración. Lucas lo inserta en un contexto diferente.
  - La confianza en la Divina providencia.

### Capítulo 7
- Un discurso que trata sobre el error de enjuiciar a los demás antes de juzgarse uno mismo.
- El resto del capítulo 7 trata sobre:
  - No dar «lo santo a los perros» (Mateo 7, 6).
  - «Pide y recibirás, busca y encontrarás, golpea y las puertas se te abrirán» (Mateo 7, 7-11).
  - «Haz a otros lo que quieres que te hagan a ti», adaptación de Jesús de la llamada Regla de oro, que sintetiza la Ley de Moisés (Mateo 7, 12).
  - El camino delgado y difícil lleva a la vida, el amplio y fácil lleva a la destrucción: muchos toman el camino fácil y pocos encuentran el camino difícil (Mateo 7, 13-14).
  - Tener cuidado con los falsos profetas: son lobos con piel de oveja; por sus «frutos» se les conoce; el buen árbol no produce mala fruta y el árbol malo no puede producir buenos frutos (Mateo 7, 15-20).
  - Hacer la voluntad de Dios Padre en lugar de solo invocar el nombre de Jesús (Mateo 7, 21-23).
  - «Quien quiera seguir estas palabras construirá sobre roca y sobrevivirá; quien no, construye en arena y será destruido» (Mateo 7, 24-27).
  - Epílogo (Mateo 7, 28-29).

## Interpretación de la Iglesia católica
Las bienaventuranzas son la antesala del Sermón de la Montaña. En ellas Jesús enumera las promesas hechas al pueblo elegido desde Abrahán, pero les da una orientación nueva ordenándolas no sólo en lo que se refiere a la posesión de una tierra, sino, fundamentalmente, al Reino de los Cielos: 

Las bienaventuranzas dibujan el rostro de Jesucristo y describen su caridad; expresan la vocación de los fieles asociados a la gloria de su Pasión y de su Resurrección; iluminan las acciones y las actitudes características de la vida cristiana; son promesas paradójicas que sostienen la esperanza en las tribulaciones; anuncian a los discípulos las bendiciones y las recompensas ya incoadas; quedan inauguradas en la vida de la Virgen María y de todos los santos. 

Con las Bienaventuranzas se proclama dichoso, feliz, a alguien. En ese sentido, están situadas en el centro de los anhelos humanos, porque 

«todos nosotros queremos vivir felices, y en el género humano no hay nadie que no dé su asentimiento a esta proposición incluso antes de que sea plenamente enunciada 

Las Bienaventuranzas, conjunto de enseñanzas de Jesús que se encuentran en el Sermón de la montaña, como se relata en el evangelio de Mateo,(cap. 5, vers. 3-12). También se pueden encontrar paralelos en el evangelio de Lucas, (cap. 6, vers. 20-26).
Las Bienaventuranzas son declaraciones que pronunció Jesús, enumerando las actitudes y características que son consideradas bienaventuradas o afortunadas a los ojos de Dios. Algunos puntos clave son:
- Horizonte escatológico: Se hace referencia a un horizonte escatológico, que implica una perspectiva de salvación eterna. Las Bienaventuranzas no solo ofrecen guía para la vida presente, sino que también apuntan hacia una bienaventuranza eterna en el reino de Dios.

- Dios toma partido: La idea de que Dios no es alguien indiferente, sino que ha tomado partido, sugiere que las Bienaventuranzas reflejan la voluntad divina y los valores que Dios considera importantes. Estas declaraciones indican cómo vivir en consonancia con los principios del reino de Dios.

- Las Bienaventuranzas como camino para la felicidad humana: Se destaca que las Bienaventuranzas expresan el doble deseo inscrito en el corazón humano: buscar la verdadera felicidad en la tierra y alcanzar la bienaventuranza eterna. En este sentido, las Bienaventuranzas se presentan como un camino para la realización humana integral.

- Bienaventuranzas en Mateo: Se menciona que Mateo recoge nueve bienaventuranzas, las cuales abordan las actitudes del cristiano frente al mundo. La novena bienaventuranza, según lo señalado, cambia de destinatario y se refiere a aquellos que sufren por causa de Cristo.

- Exhortación a la alegría en el sufrimiento: Se destaca que sufrir por Cristo se considera una bienaventuranza y es señal de haber elegido el camino correcto. Esta exhortación a la alegría en medio del sufrimiento refleja la perspectiva cristiana sobre la importancia de mantener la fe incluso en momentos difíciles.

Resumiendo, las Bienaventuranzas son un conjunto de enseñanzas fundamentales en el cristianismo, pues ofrecen una guía ética y espiritual para los seguidores de Jesús, tanto en su vida cotidiana como en su búsqueda de la felicidad eterna.
La primera y la octava aluden al Reino de los Cielos como premio. En la primera, se proclama dichosos a los «pobres de espíritu». En el Antiguo Testamento, la pobreza está ya perfilada no sólo como situación económico–social, sino desde su valor religioso: es pobre quien se presenta ante Dios con actitud humilde, sin méritos personales, considerando su realidad de pecador, necesitado de Él. De ahí que, además de vivir con sobriedad y austeridad de vida reales, efectivas, acepte y quiera tales condiciones no como algo impuesto por necesidad, sino voluntariamente, con afecto. Tal pobreza voluntaria está expresada en el texto de Mateo por la pobreza en el espíritu. Es evidente, por tanto, que esta bienaventuranza exige la austeridad y el desprendimiento de los bienes materiales y de los diversos dones recibidos de Dios. En la octava, se dice que son bienaventurados «los que padecen persecución por causa de la justicia». La justicia en la Biblia adquiere un valor más religioso y amplio que su empleo predominante jurídico–moral. 

En el lenguaje hebreo, justo quiere decir piadoso, servidor irreprochable de Dios, cumplidor de la voluntad divina. En una palabra, el justo es el que ama a Dios y demuestra ese amor, cumpliendo sus mandamientos y orientando toda su vida en servicio de sus hermanos, los demás hombres.

La unión de la búsqueda de la justicia con las persecuciones hace que se pueda concluir que esta bienaventuranza designa la perfección de todas las demás, pues el hombre es perfecto en ellas cuando no las abandona en las tribulaciones.  Dos bienaventuranzas, la segunda y la cuarta tienen en común la forma pasiva del premio: es una manera de decir que será Dios quien les consuele y quien les sacie. Los que lloran son los afligidos por alguna causa y, de modo particular, los que se apenan por las ofensas a Dios, sean propias o ajenas. Los que tienen hambre y sed de justicia son los que se esfuerzan sinceramente en cumplir la voluntad de Dios, que se manifiesta en los mandamientos, en los deberes de estado y en la unión del alma con Dios. Significativamente el premio viene de Dios porque sólo el Señor puede consolar verdaderamente.
Los «mansos»  son los que, a imitación de Cristo, mantienen el ánimo sereno, humilde y firme en las adversidades, sin dejarse llevar por la ira o el abatimiento: 

Adoptados como verdaderos hijos de Dios, llevemos íntegra y con plena semejanza la imagen de nuestro Creador: no imitándolo en su soberanía, que sólo a Él corresponde, sino siendo su imagen por nuestra inocencia, simplicidad, mansedumbre, paciencia, humildad, misericordia y concordia, virtudes todas por las que el Señor se ha dignado hacerse uno de nosotros y ser semejante a nosotros 

«Misericordiosos son los que comprenden los defectos que pueden tener los demás, los que perdonan, disculpan y ayudan». La parábola del siervo despiadado y en especial las palabras del amo son el mejor comentario a esta bienaventuranza. «Ver a Dios» no se refiere únicamente a la bienaventuranza final. En el lenguaje de Antiguo Testamento significa más bien tener relación estrecha estrecha con Él, participar de sus decisiones, como los consejeros de un rey participan de las disposiciones de su soberano. 

La pureza de corazón es el preámbulo de la visión. Ya desde ahora esta pureza nos concede ver según Dios, recibir a otro como un “prójimo”; nos permite considerar el cuerpo humano, el nuestro y el del prójimo, como un templo del Espíritu Santo, una manifestación de la belleza divina

Los pacíficos son especialmente «los que promueven la paz», par sí mismos y para los demás, y sobre todo, procuran reconciliarse y reconciliar a los demás con Dios: 

La paz jamás es una cosa del todo hecha, sino un perpetuo quehacer. Dada la fragilidad de la voluntad humana, herida por el pecado, el cuidado por la paz reclama de cada uno constante dominio de sí mismo y vigilancia por parte de la autoridad legítima. Esto, sin embargo, no basta. (…) La paz es también fruto del amor, el cual sobrepasa todo lo que la justicia puede realizar

## Otras interpretaciones
Uno de los debates más importantes sobre el Sermón consiste en determinar cómo debe ser aplicado en la vida diaria. La defensa de la completa falta de resistencia es incompatible con la supervivencia en la sociedad humana, y es por ello que todos los grupos cristianos han desarrollado formas no literales de interpretar y aplicar el Sermón. McArthur lista doce escuelas básicas de pensamiento sobre este tema.
- La visión absolutista, que el Sermón debe ser tomado literalmente y debe ser aplicado universalmente por todo aquel que quiera seguir a Jesús, por lo que denominan a su visión "seguimiento a Cristo". Portavoces de esta son las Iglesias de Paz y, en el pasado, entre otros, Ignacio de Antioquía[40] Policarpo de Esmirna, Ireneo de Lyon, Tertuliano, Orígenes, Prisciliano, Pedro Valdo, Francisco de Asís, Menno Simons, Jacob Hutter y otros anabaptistas, los cuáqueros,[41] León Tolstói y Dietrich Bonhoeffer[42] quien escribió que existen innumerables posibilidades de entender e interpretar el sermón del monte; Jesús sólo conoce una: ir y obedecer.[43]
- Es un método común simplemente modificar el texto del Sermón. En tiempos antiguos esto se hacía alterando el texto del Sermón para hacerlo más llevadero. Algunos escribas cambiaron el "ama a tus enemigos" por "ora por tus enemigos".
- Suele encontrarse la postura llamada visión como hipérbole, que argumenta que lo dicho por Jesús es una hipérbole y que su aplicación en la vida real debe ser más de "bajo tono".
- Cercanamente relacionados con las interpretaciones anteriores, existe la visión de principios generales que argumenta que Jesús no estaba dando instrucciones específicas sino principios generales que uno debe observar al comportarse. Las instancias específicas citadas en el Sermón son ejemplos simples de estos principios generales.
- La visión del doble estándar es la posición oficial de la Iglesia católica.[cita requerida] Esta idea divide las enseñanzas del Sermón en preceptos generales y consejos específicos. Preconiza que la obediencia a los preceptos originales es esencial para la salvación, pero la obediencia a los consejos sólo es necesaria para alcanzar la perfección. La gran masa de la población sólo debe preocuparse de los preceptos y los consejos del sermón deben ser seguidos solo por unos pocos piadosos como los clérigos y los monjes. Esta teoría fue iniciada por San Agustín y desarrollada más tarde por Santo Tomás de Aquino.
- Martín Lutero rechaza la aproximación católica y desarrolla un sistema de dos niveles refiriéndose a ellos como la visión de dos realidades. Lutero divide el mundo en dos realidades seculares y religiosas y argumenta que el Sermón sólo se aplica a lo espiritual.
- Otros reformadores expusieron la visión de la preparación para la gracia, según la cual la intención del sermón del monte no es ser obedecido, sino demostrar a los humanos su incapacidad para imitar a Dios y llevarlos a aceptar bajo ese peso aplastante que solamente pueden salvarse por un regalo de Dios.
- Al mismo tiempo, la Reforma Protestante comenzaba una era de crítica bíblica encabezada por la visión de la analogía de la escritura. Una lectura más cercana de la Biblia muestra que muchos de los preceptos más rígidos del sermón fueron moderados por otras partes del Nuevo Testamento. Por ejemplo, mientras Jesús parece prohibir todo juramento, Pablo los utiliza al menos dos veces, por lo que la prohibición del Sermón tiene algunas excepciones.
- En el siglo XIX se desarrollaron muchas nuevas interpretaciones. Wilhelm Hermann adoptó la noción de actitudes, no actos que provienen de San Agustín. Esta visión asegura que Jesús no está diciendo cómo debe comportarse un cristiano, sino cuál debe ser su actitud. El espíritu detrás del acto es más importante que el acto en sí.
- Albert Schweitzer popularizó la visión interina ética. Esta teoría muestra a Jesús convencido de que el mundo iba a terminar en un futuro muy próximo. Por tanto, la supervivencia en el mundo no importaba, ya que en los últimos tiempos lo material sería irrelevante.
- En el siglo XX otro pensador alemán, Martin Dibelius, presentó una visión más, también basada en la escatología. Su visión de voluntad divina incondicional consiste en que la ética detrás del Sermón es absoluta e inquebrantable, pero el estado de vileza actual del mundo hace que sea imposible vivir de acuerdo con eso. Los humanos pueden intentarlo, pero es inevitable fracasar. Esto cambiará cuando se proclame el Reino de Dios y todos sean capaces de vivir en santidad.
- Otra visión escatológica es el dispensacionalismo moderno. Divide la historia humana en una serie de épocas de dispensa. Hoy vivimos en un periodo de gracia donde las enseñanzas del sermón son imposibles, pero en el futuro milenio veremos un período donde sea posible vivir con ellas. Entonces, cumplimentarlas será un requisito de la salvación.

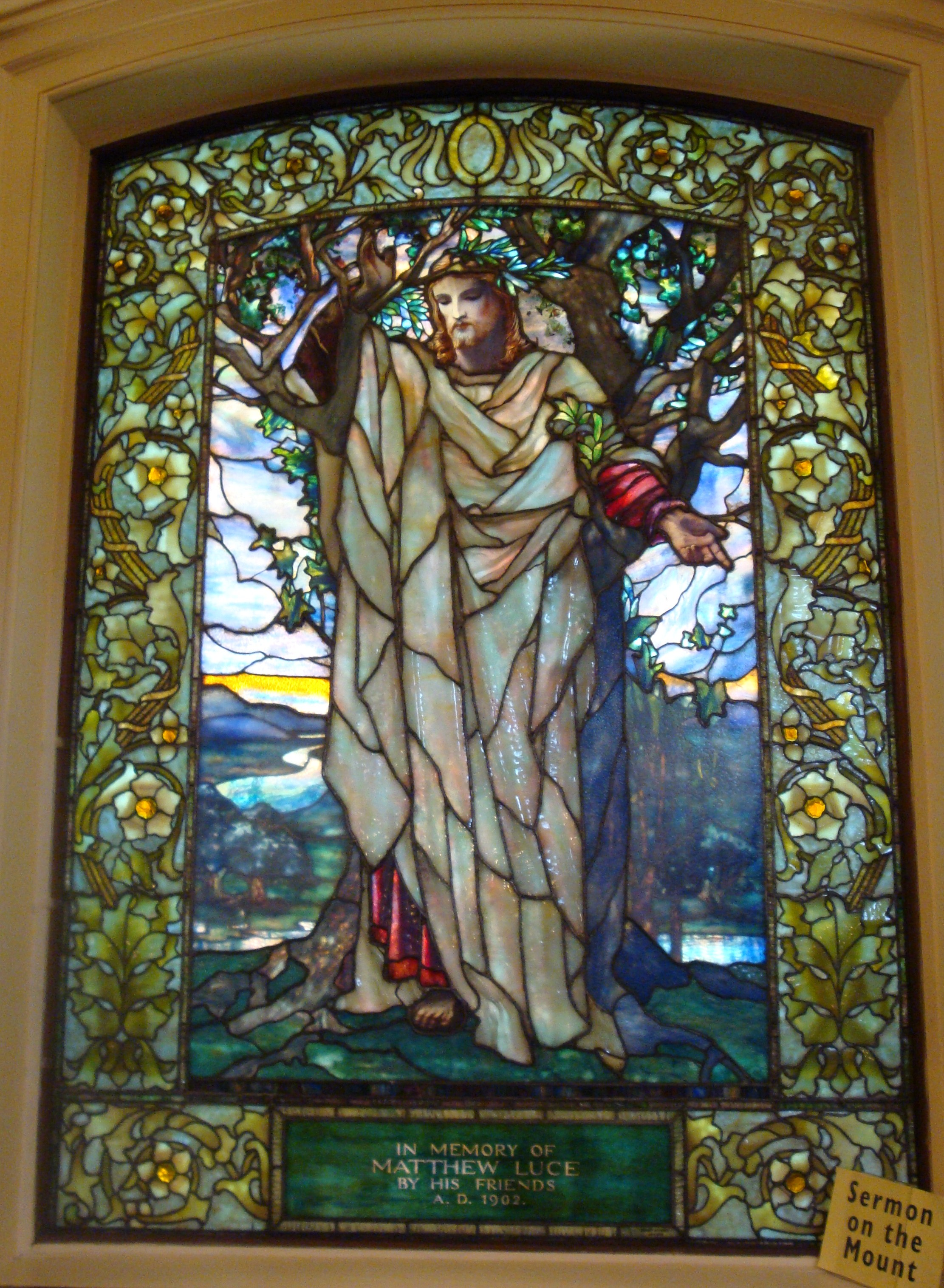
El Sermón de la Montaña representado por Louis Comfort Tiffany en un vitral de la Arlington Street Church de Boston

- El biblista estadounidense Craig S. Keener encuentra al menos 36 interpretaciones diferentes del mensaje del Sermón que agrupa en ocho puntos de vista:[44]

1. El punto de vista medieval predominante, «reservando una ética más elevada para el clero, especialmente en las órdenes monásticas».[45]
2. Una opinión asociada a la de Martín Lutero según la cual representa una exigencia imposible, pero sirve para educar a los cristianos en los ideales de su fe[46]
3. La Anabaptista una visión literal que aplica directamente las enseñanzas.[47]
4. El La visión del Evangelio Social, movimiento en el protestantismo liberal estadounidense que aplicaba la ética cristiana a problemas sociales
5. El existencialismo cristiano derivado de un movimiento teológico y filosófico que adopta un enfoque existencialista de la teología cristiana
6. La búsqueda del Jesús histórico La visión de Schweitzer de una escatología inminente]] refiriéndose a una ética interina
7. Escatología dispensacional que se refiere al futuro Reino de Dios
8. Escatología inaugurada en la que la ética del Sermón sigue siendo una meta a la que hay que acercarse, pero que se realizará más tarde.

### Comparación con el Sermón del llano
Mientras que Mateo agrupa las enseñanzas de Jesús en conjuntos de material similar, el mismo material se encuentra disperso cuando se encuentra en Lucas. El Sermón de la montaña puede compararse con el Sermón del llano, similar pero más breve, narrado por el Evangelio de Lucas (Luke 6:17-49), que ocurre en el mismo momento de la narración de Lucas, y también presenta a Jesús subiendo una montaña, pero dando el sermón al bajar, en un lugar llano. Algunos estudiosos creen que se trata del mismo sermón, mientras que otros sostienen que Jesús predicaba con frecuencia temas similares en lugares diferentes.